# Hans-Dieter Lindberg
Hans-Dieter Joachim Lindberg (* 10. März 1940 in Hamburg) ist ein deutscher Kaufmann und ehemaliger Politiker (FDP). Von 1987 bis 1991 war er Mitglied der Hamburgischen Bürgerschaft.

## Leben und Wirken

### Ausbildung und Beruf
Hans-Dieter Lindberg besuchte Grundschule und Gymnasium in seiner Geburtsstadt Hamburg und in Hannover, wo er 1959 das Abitur erlangte. Er studierte an der TU Berlin und schloss 1968 als Diplom-Kaufmann ab. Anschließend war er bis 1974 bei der Deutschen Treuhand-Gesellschaft angestellt. Von 1975 bis 1982 arbeitete er in Hamburg für die Treuhand-Gesellschaft als Wirtschaftsprüfer und Prokurist. Ab 1982 war er als Gesellschafter-Geschäftsführer einer Wirtschaftsprüfungsgesellschaft tätig. Später wurde er Geschäftsführer der Horeburg Tunnelmall GbR (bzw. der daraus hervorgehenden Ring-Galerie Harburg GmbH & Co. KG), die sich als Investor in der  Innenstadt von Hamburg-Harburg (Harburg-Center) betätigte.
Lindberg ist verheiratet und hat ein Kind.

### Kritik und Kontroverse
Das 2019 abgerissene "Harburg-Center", eine lange Jahre leerstehende Immobilie (sie beherbergte einst u. a. ein Textilhandelsgeschäft, ein Parkhaus sowie eine Therme), war ein gescheitertes Immobilienprojekt inmitten der Innenstadt des Hamburger Stadtteils Harburg gilt. Das "Harburg-Center" gehörte Hans-Dieter Lindberg, stand aber auf städtischem Grund. Sie galt als kommunalpolitischer Problemfall. Projekte zum Umbau scheiterten wiederholt. Investor Lindberg machte dafür die Harburger Bezirkspolitik und -verwaltung verantwortlich. Jedoch steht er seit Jahren selbst massiv in der Kritik. Immer wieder kündigte er öffentlich den Umbau, den Einzug neuer Mieter oder den Verkauf des Gebäudes an, was sich jeweils zerschlug.
Im Rahmen des Harburger Innenstadt-Dialogs wurden Lindberg und die Verwaltung aufgefordert, endlich eine nachhaltige Lösung zu finden. 2017 erwarb die deutsche Tochter des niederländischen Immobilienentwicklers BDP das Gebäude, das 2019 abgerissen wurde. Umplanungen im Bereich der Gründung, der Untergeschosse und des Verkehrskonzepts führten zu einer teilweisen Umplanung des Neubaus.

### Politische Arbeit
1982 trat Lindberg der FDP bei. Ab 1984 war er Vorsitzender des wirtschaftspolitischen Fachausschusses. 1987 wurde er Mitglied des Landesvorstandes der FDP Hamburg. Bei der Bürgerschaftswahl im gleichen Jahr erlangte er ein Mandat und zog in die 13. Hamburgische Bürgerschaft ein.